# Psycho (Red Velvet歌曲)
Psycho是韓國女子音樂組合Red Velvet第一张合輯《The ReVe Festival: Finale》的主打曲，於2019年12月23日發行。這首歌曲由美国、韩国、瑞典制作人Andrew Scott、EJAE和Cazzi Opeia創作，其歌词則由Kenzie填写。歌曲讲述一对毒性关系的情侣，而音乐影片則是以哥德次文化为风格。
Psycho在韓國各大數碼音樂網站公開六小時後在晚間零時取得六大音樂網站排行榜的一位。25日，Psycho在下午三時半達成iChart榜單的「Certificate All-Kill」。
2020年3月26日，Psycho在YouTube的觀看次數突破1億次，為Red Velvet第七首破億MV。这也是她们最快突破1億的MV。11月12日，Psycho在Gaon排行榜獲得串流白金認證，是Red Velvet第一首獲得串流認證的歌曲，亦是第二首獲得認證的歌曲。11月17日，PsychoMV歷經330天突破二億觀看次數，成為Red Velvet第二支破二億MV。

## 背景與發行
Red Velvet在2019年11月舉行第三場單獨巡迴演唱會La Rouge後，SM娛樂於12月12日凌晨在社交媒體上公開了兩張預告海報，同時官方新聞稿確認專輯《The ReVe Festival: Finale》為2019年「The ReVe Festival」系列的最終章。12月14日，第一批預告照發佈在官方社交媒體賬戶上，其中Psycho作為本次發行的主打單曲。12月23日，於下午六時發行Psycho音樂錄像。

## 音樂製作
Psycho由美国唱片制作人Andrew Scott、韩国制作人EJAE和他们经常合作的瑞典人Cazzi Opeia于2018年在韩国首尔举办的一次歌曲创作营期间共同创作。 Scott认识到Red Velvet的双重音乐概念，其中“Red”指的是该组合温和而充满活力的形象，而“Velvet”指的是他们流畅的R&B风格，他希望將這兩個概念「融合」在一起。Opeia用英語錄制了一個試聽版本，在歌曲發行前幾周被洩露到互聯網上；詞曲作者Kenzie用韓語改寫了歌詞，並由製作人Druski和劉英振進行了補充編曲，後者在2018年共同製作了該組合的上一首單曲Bad Boy。
在音樂上，Psycho被描述為一首快節奏都市歌曲；Billboard雜誌的Tamar Herman將其描述為一首R&B流行歌曲，帶有未來貝斯、「戲劇性」撥弦、「古典」和弦和Trap節拍的「宏大的歌劇式 」器樂前奏，以及壓抑的合成器，使其成為該組合在「Velvet」概念下的第七首單曲。 根據Scott的說法，副歌部分包含了嘻哈的切分音，與鼓線相結合，以保持歌曲的節奏。這首歌主要以降E大調來創作，並以每分鐘140拍的節奏速度來呈現這整首歌曲。
Red Velvet的歌聲從G3的低音到G5的高音，總共跨越了兩個八度。音樂錄影帶中使用的歌曲版本與實際發行的版本略有不同，包括副歌部分增加了一條合成器線，並在副歌前部分加入了弦樂旋律，而這些元素在數字和流媒體版本中都被省略。這首歌的歌詞講述了一段“充滿起伏”的感情故事，其中一對情侶“爭吵不斷，以至於在別人眼中他們似乎瘋了，但其實他們是天生一對”，並最終向聽眾保證“我們會好起來的”。

## 商業成績
Psycho發行後，於2019年12月22至28日的韓國Gaon單曲周榜，也是該年度最後一周排行榜上排名第二，然而在這首歌登上該榜單時，說唱歌手Changmo的Meteor卻連續三周阻擋了Psycho登上榜首。隨後這首歌在2019年12月份的Gaon單曲月榜中排名第31位，並在2020年1月的月排行榜中排名第三。另外，這首歌在Gaon下載排行榜上連續兩周佔據榜首，為該組合帶來了他們的第六首冠軍歌曲，並且在流媒體排行榜上連續兩周排名第二。
Psycho在2019年12月28日當周的Billboard K-Pop Hot 100排行榜登上第9名，並在隔年1月連續2周登上第2名。2020年11月，這首歌因播放量突破1億次而獲得韓國音樂內容協會頒發的白金認證。到2020年底，Psycho在Gaon年終單曲排行榜上排名第9，是唯一一首進入前十名的偶像團體單曲。
2020年1月4日當周，Psycho首次登上美國告示牌世界單曲銷售榜榜首，這是Red Velvet繼2018年單曲RBB之後，第二首拿下美國排行榜冠軍的歌曲。這使她們成為不止一次登頂該榜單的九位K-POP藝人之一，也是第四個寫下此紀錄的女子組合。此外，Psycho不僅讓Red Velvet第16次進入排行榜前十名，並與2NE1列為進入排行榜前十名次數最多的韓國女子組合，也因為這首歌在2019年12月30日當周登上紐西蘭唱片業協會熱門單曲榜第10名，而讓Red Velvet繼Zimzalabim之後擁有第二首登上紐西蘭榜單的歌曲。最後這首歌在英國單曲下載榜上排名第99並持續一周，成為第一首登上英國綜合排行榜單的Red Velvet歌曲。

## 現場表演
2019年12月22日，Red Velvet在「'ReVe Festival FINALE Party'」上首次現場演唱Psycho，並在V Live上獨家首播。12月25日，該組合確認將出席一年一度的SBS歌謠大戰，並在電視節目上首次演唱這首單曲，然而組合主唱Wendy在排練時受傷，因此SBS電視台在該節目改播預先錄制的表演。隨後，該組合在2020年1月30日舉行的第29屆首爾歌謠大賞上以四人的形式表演這首歌曲，並包攬了Wendy的所有部分。除此之外，Red Velvet在2021年1月1日參加“SMTOWN Live Culture Humanity”線上演唱會並表演三首歌曲，而這三首歌曲當中Psycho亦是其中一首。

## 評價
| 評論得分 | 評論得分  |
| 來源     | 評分      |
| -------- | --------- |
| IZM      | 3.5/5颗星 |

Psycho一發行，便獲得樂評人的好評。來自《告示牌》的Tamar Herman稱讚這首歌“表達流暢且性感撩人”。為《IZM》撰稿的金道賢在個人歌曲評論中稱這首歌是Bad Boy的“升級版”，並稱贊這首歌兼顧了“美妙的旋律、有趣的主題和表演”，也因為他認為這是一首“好歌”，而為此給出三星半（滿分五顆星）的評價。來自《Refinery29》的Natalie Morin寫道：“這首歌具有Bad Boy的所有魅力和豪邁，但又煥發出新的精緻光彩。”而《韓國先驅報》記者任賢洙在2020年2月採訪這首歌的製作人時，將Psycho形容為“朗朗上口的耳蟲”，並稱Red Velvet沒有要立即停止的跡象。
儘管Psycho是在2019年12月發行的，但它作為2019年最佳K-POP作品之一，而出現在多個年終音樂榜單上。《告示牌》在其評論家評選榜單中將此排在第18位。《L'Officiel Malaysia》將Psycho列為2019年14首權威K-POP歌曲之一，並稱其為“洗澡時的必唱曲目”。線上雜誌《Whole Tone》稱Psycho是“在過去一年發行的K-POP作品中給人留下最深刻印象的歌曲”，並將其列入榜首 ，而最後還在《Paper》雜誌“2020年40首最佳K-POP歌曲”榜單中名列第一。
| 發行商              | 列表                                                    | 排名   | 參考   |
| ------------------- | ------------------------------------------------------- | ------ | ------ |
| 告示牌              | 2019年25首最佳K-POP歌曲：評論家之選                     | 18     | [ 45 ] |
| BuzzFeed            | 定義2019年的30首K-POP歌曲                               | 25     | [ 49 ] |
| CNN菲律賓           | 2020年最佳K-pop歌曲                                     | 不適用 | [ 50 ] |
| L'Officiel Malaysia | 14首定義2019年的K-POP歌曲，依然主導著我們的音樂播放列表 | 不適用 | [ 46 ] |
| Paper               | 2020年40首最佳K-pop 歌曲                                | 1      | [ 48 ] |
| Sanook              | 2020年20大熱門歌曲                                      | 11     | [ 51 ] |
| Whole Tone          | 2020年最受歡迎的30首K-POP歌曲                           | 1      | [ 47 ] |

## 榮譽
儘管Red Velvet沒有參加任何音樂節目，也沒有在節目中表演，但到2020年1月為止，Psycho還是得到了九個音樂節目的一位，與2017年歌曲Rookie並列為獲獎第二多的主打歌曲，也是他們第一首在《音樂銀行》、《Show! 音樂中心》和《人氣歌謠》三個無線台音樂節目獲得三冠王的歌曲。另外這首歌還連續兩週獲得Melon人氣獎。

### 獎項
| 年份 | 頒獎典禮                | 獎項                      | 來源 | 參考   |
| ---- | ----------------------- | ------------------------- | ---- | ------ |
| 2020 | MTV音樂錄影帶大獎       | 最佳韓流歌曲              | 提名 | [ 57 ] |
| 2020 | 甜瓜音樂獎              | 最佳舞曲 (女子)           | 提名 | [ 58 ] |
| 2020 | Mnet亞洲音樂大獎        | 最佳舞蹈表演女團          | 提名 | [ 59 ] |
| 2020 | Mnet亞洲音樂大獎        | 最佳年度歌曲              | 提名 | [ 59 ] |
| 2020 | 亞洲流行音樂大獎        | 海外年度歌曲              | 提名 | [ 60 ] |
| 2020 | 亞洲流行音樂大獎        | 最佳海外音樂錄影帶        | 獲獎 | [ 61 ] |
| 2021 | Gaon Chart Music Awards | 當月最佳歌曲 – 2019年12月 | 獲獎 | [ 62 ] |
| 2021 | 金唱片獎                | 本賞-音源部門             | 獲獎 | [ 63 ] |

| 節目名稱       | 電視台 | 獲獎日期      | 參考   |
| -------------- | ------ | ------------- | ------ |
| 音樂銀行       | KBS    | 2020年1月3日  | [ 64 ] |
| 音樂銀行       | KBS    | 2020年1月10日 | [ 65 ] |
| 音樂銀行       | KBS    | 2020年1月24日 | [ 53 ] |
| Show! 音樂中心 | MBC    | 2020年1月4日  | [ 66 ] |
| Show! 音樂中心 | MBC    | 2020年1月11日 | [ 67 ] |
| Show! 音樂中心 | MBC    | 2020年1月18日 | [ 54 ] |
| 人氣歌謠       | SBS    | 2020年1月5日  | [ 68 ] |
| 人氣歌謠       | SBS    | 2020年1月12日 | [ 69 ] |
| 人氣歌謠       | SBS    | 2020年1月19日 | [ 55 ] |

| 獎項名稱   | 獲獎日期      | 參考   |
| ---------- | ------------- | ------ |
| 一週人氣獎 | 2020年1月6日  | [ 56 ] |
| 一週人氣獎 | 2020年1月13日 | [ 56 ] |

## 音樂錄影帶

### 背景
Psycho的音樂錄影帶是由曾經參與Umpah Umpah音樂錄影帶拍攝的導演O來執導。該音樂錄影帶為配合該歌曲和專輯《'The ReVe Festival' Finale》的發行，因此在2019年12月23日公開首播，而在其首播之前，通過一系列短片中預告每位成員在“華麗又哥德主題”場景中的表現。另外在音樂錄影帶內的舞蹈則是由1MILLION團隊的Mina Myoung以及Skeleton Crew團隊的Bailey Sok來編舞。

### 概要與關聯
Psycho的音樂錄影帶是以哥德場景來布置的，在音樂錄影帶當中，Red Velvet的成員們唱出了一段關係中交替出現的情緒。在Psycho音樂錄影帶正式發佈後，《告示牌》的Tamar Herman稱其為“現代風格：優雅而又喜慶的艷舞女郎的蕾絲和羽毛造型”，並稱贊這部音樂錄影帶“魅力四射”。《Refinery29》作者Morin指出這部音樂錄影帶具有“華麗的A24風格獨立經典美感”。之後，Red Velvet於2020年1月8日發佈了Psycho的表演版MV，並於同年1月13日在粉絲見面會上現場表演這首歌曲。2020年3月26日，這首歌曲的音樂錄影帶歷時91天7小時在YouTube上的觀看數達到了1億次，成為Red Velvet在最短時間內達到該觀看數的音樂錄影帶。到2020年11月17日，這首歌曲的音樂錄影帶歷時10個月又24天在YouTube上達到了2億次觀看數，也是Red Velvet歷年推出的音樂錄影帶當中第二部達到2億次觀看者。

## 製作名單
來源自《The ReVe Festival: Finale》的專輯內頁。

錄音室
- 錄製於SM SSAM Studio
- 混音設計於SM LYVIN Studio
- 混音於SM Concert Hall Studio

工作人員
- Red Velvet (Irene, Seulgi, Wendy, Joy, Yeri – 聲樂、背景聲樂
- Kenzie – 韓文作詞者、聲樂指導
- Andrew Scott – 作曲
- Cazzi Opeia – 作曲、背景聲樂
- EJAE – 作曲、背景聲樂
- Druski – 編曲
- 劉英振 – 編曲
- No Min-ji – 錄製
- Jung Yu-ra – 音源編輯
- Lee Ji-hong – 混音師
- Namkoong Jin – 混音師

## 認證
| 地區                     | 认证 | 认证单位/销量 |
| 串流                     | 串流 | 串流          |
| ------------------------ | ---- | ------------- |
| 韓國（韓國音樂內容協會） | 白金 | 100,000,000†  |
| †僅含認證的銷量          |      |               |

## 榜單
| 榜單（2019至2020年）            | 最高 排名 |
| ------------------------------- | --------- |
| 馬來西亞（RIM二十大串流單曲榜） | 2         |
| 紐西蘭（RMNZ熱門單曲榜）        | 10        |
| 新加坡（RIAS國際歌曲榜）        | 1         |
| 南韓（Gaon單曲榜）              | 2         |
| 南韓（K-pop Hot 100）           | 2         |
| 英國（官方榜单公司下載榜）      | 99        |
| 美國（告示牌世界單曲銷售榜）    | 1         |

| 榜單（2020年1月）  | 排名 |
| ------------------ | ---- |
| 南韓（Gaon單曲榜） | 3    |

| 榜單（2020年）     | 排名 |
| ------------------ | ---- |
| 南韓（Gaon單曲榜） | 9    |

## 發行歷史
| 地區 | 日期           | 格式                  | 廠牌           | 參考   |
| ---- | -------------- | --------------------- | -------------- | ------ |
| 全球 | 2019年12月23日 | 數位音樂下載 串流媒體 | SM娛樂 Dreamus | [ 80 ] |